# Gamaches-en-Vexin

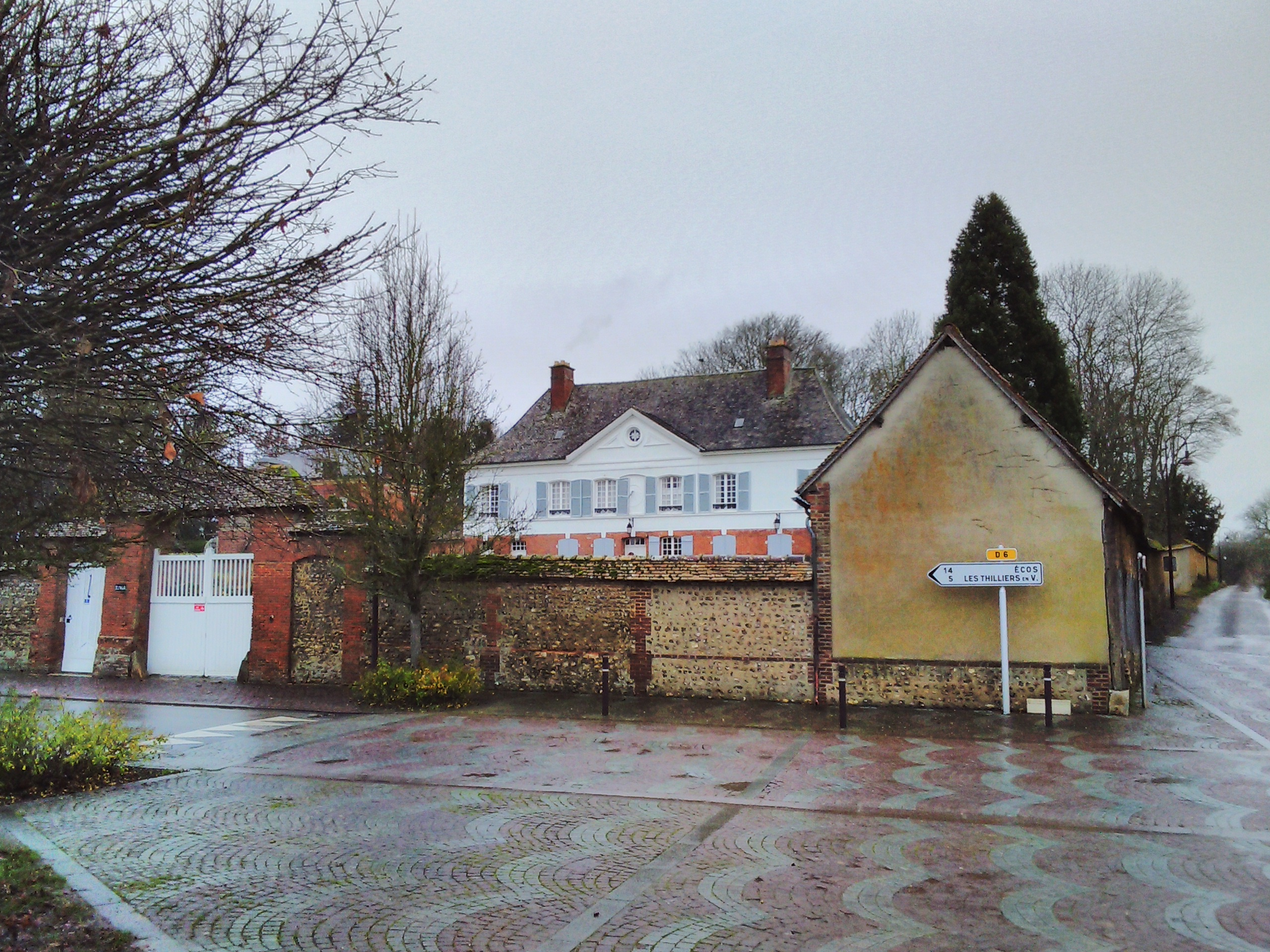

 Gamaches-en-Vexin  là một xã thuộc tỉnh Eure trong vùng Normandie miền bắc nước Pháp.